# 陳克終
陈克终（越南语：／，？—1330年），是越南陈朝位将领。
陈克终原名杜克终。在蒙越战争期间，曾负责同元朝将领乌马儿谈判，封为大行遣。其弟杜天覰曾在1288年出使元朝。此后，历仕仁宗、英宗、明宗和宪宗，封大行遣、特进、尚书等官职。
1305年，陈英宗决定让女儿玄珍公主和亲占城，群臣皆反对，唯有陈克终和文肃王陈道载赞成。1306年，占城王制旻逝世，按照占城的习俗，王后应该自焚殉葬。陈克终用欺骗的方式将玄珍公主和占城世子制多耶带回都城昇龍（今河内），此事被占城视为国耻。途中，他与玄珍公主通奸。
陈明宗欲立陈旺为嗣子，但由于陈旺的庶子身份，遭到国丈陈国瑱的强烈反对。陈克终因为与陈旺的私交而支持陈旺。两派互相攻击，陈克终获胜，陈国瑱失势被幽禁，陈旺继承皇位，是为陈宪宗。